# 블로하이
블로하이(스웨덴어: Blåhaj, →파란 상어)는 스웨덴 회사 이케아에서 제조 및 판매하는 봉제 인형이다. 청새리상어를 본따 만든 상어모양 인형이며 인터넷에서 인기를 끌어 유명해졌다. 그로 인해 일부 지역에서는 이케아의 마스코트로 사용되었다.

## 생산과 유통
이케아가 블로하이를 처음 생산했을 때는 2014년이었다.
그러나 2011년 9월, 아일랜드와 싱가포르의 이케아 트위터 계정에서 블로하이 인형을 2022년 4월에 판매중단을 하겠다고 하였지만 단순한 루머로 여겨졌는데, 나중에 실제로 판매가 중단된 것이 확인되었다. 중국, 대만 및 싱가포르 이케아 매장에서는 블로하이의 판매가 중지되었다. 하지만 이케아에서는 이 인형이 미국에서는 지속적으로 판매할 것이라고 말하였다.

## 문화
2018년, 블로하이는 한 SNS 사용자가 자신의 집에서 촬영한 웃긴 사진을 게시하면서 인터넷 밈으로 유명해졌다. 더불어 이케아가 2021년 스위스 동성결혼 국민 투표 당시 이 인형을 내세워 홍보했는데, 이러한 연관성 때문에 블로하이는 LGBT, 그 중 트랜스젠더와 서로 연결되었다. 이후에는 트랜스젠더 커뮤니티의 상징으로 여겨지기도 했다.
이 장난감은 인스타그램, 트위터 및 틱톡 등 여러 SNS 게시물에 지속적으로 영향을 끼쳤고 여러 지역에서 인기있는 완구가 되었다.블로하이는 마블 스튜디오에서 제작한 TV 시리즈인 호크아이에 잠깐 출연하기도 하였다.
블로하이 제품이 일부 지역에서 판매 중지된다는 소식에 많은 팬들은 안타까워했고 이에 대해 이케아 측에서는 "블로하이"라는 단어는 장난감 팬이 "멸종"되고 있다고 주장하면서 소셜 미디어에서 며칠 동안 화제가 되었다. 비슷하게 이 장난감은 홍콩의 일부 매장에서 전시되었고 진공가방 성능 시연에서 사용함으로써 반응을 이끌어냈다.
이 장난감의 인기에 힘입어 대만이나 말레이시아 등 일부 지역의 이케아 매장에서는 블로하이 쇼핑백을 판매하고 있다. 블로하이는 일본 이케아 지점에서 아파트 입주 캠페인 마스코트로 사용되기도 했다. 이 캠페인에서는 블로하이가 작은 아파트를 팔려고 하는 부동산업자를 연기했다. 말레이시아와 대만 이케아에서는 블로하이 모양 팥빵을 판매하기도 했다.

## 물리적 특성
블로하이는 100 cm (39 1⁄4 in) 길이의 청새리상어 형태 봉제인형이며 재활용된 폴리에스테르로 만들어져 있다. 40 °C (104 °F)에서 세탁할 수 있다.
블로하이 제품 중 작은 크기로 만들어진 제품도 있는데, 55 cm (21 3⁄4 in) 정도 길이에 한정 수량으로 판매되었다.

## 같이 보기
- 상어 관련 인터넷 밈
  - 왼쪽 상어(영어판)
  - 상어 가족